# Sorbonne Sexual
A Sorbonne Sexual az alternatív zene szöveghagyományára[pontosabban?] alapozva alakította ki a progresszivitás és a popularitás közti vékony mezsgyét, amin mozog.
Karádi Gergő (ének, gitár), Imhof Bálint (billentyűs hangszerek), Vitányi Dávid (basszusgitár), Dörögdi Dávid (dob) alternatív rockot játszó négyese 2010-ben alakult. A debreceni gyökerű zenekarban több tagcsere is történt, előbb Karádi iskolatársa, Bagaméri Mátyás (gitár) távozott, akit Galgóczi Olivér (gitár) cserélt, majd ez után érkezett a formációba Imhof.
Kifutás című lemezüket 2017. június 7-én mutatták be az A38 Hajón.
Húszas évek című lemezük 2021-ben jelent meg, a lemezbemutató koncert a Dürer Kertben volt 2021. november 26-án.
TAGADÁS.TILTÁS.TÖRLÉS című lemezük 2024-ben jelent meg, melyet a Dürer Kertben mutattak be 2024. november 23-án.

## Nagylemezek
- Fáma, 2014
- Kifutás, 2017[5]
- Amíg álmodik, 2020[6]
- Húszas évek 2021[7]
- TAGADÁS.TILTÁS.TÖRLÉS 2024[8]

## Tagok
- Karádi Gergő – gitár, ének, szöveg
- Imhof Bàlint "Balu" – billentyűs hangszerek
- Vitányi Dávid "Viti" – basszusgitár
- Dörögdi Dávid "Dörő" – dob